# Gianni Clerici
Gianni Clerici (ur. 24 lipca 1930 w Como, zm. 6 czerwca 2022 w Bellagio) – włoski dziennikarz sportowy, pisarz, tenisista.

## Kariera zawodowa
W młodości uprawiał tenis, osiągając m.in. finał mistrzostw Włoch juniorów w singlu oraz dwa tytuły mistrza Włoch juniorów w deblu; w 1950 był w składzie reprezentacji, która sięgnęła po Puchar Galea. Startował w międzynarodowych mistrzostwach Francji (późniejsze French Open) oraz na Wimbledonie.
Większe uznanie przyniosła mu praca dziennikarza sportowego. Od 1956 był publicystą i reporterem mediolańskiego dziennika „Il Giorno”; od 1988 publikował na łamach rzymskiego dziennika „La Repubblica”, a od 1960 na łamach tygodnika „L’Espresso”. Jako korespondent uczestniczył w ponad 170 turniejach wielkoszlemowych. Opublikował ponad 6 tysięcy artykułów o tematyce sportowej, a także kilka znanych książek, m.in. 500 Anni di Tennis (1974, przekłady francuski, angielski, niemiecki, japoński, hiszpański), Il Vero Tennis (1965), Il Tennis Facile (1972). Był autorem znanej biografii tenisistki francuskiej Suzanne Lenglen – La Diva du Tennis (1984), która doczekała się francuskojęzycznej wersji scenicznej w Paryżu. Poza prasą udzielał się jako komentator tenisowy w telewizji włoskiej.
Clerici zasłużył się także dla popularyzacji tenisa jako współtwórca otwartego w 2003 Roland Garros Tenniseum przy arenie French Open. We współpracy z Włoską Federacją Tenisową pracował nad otwarciem muzeum tenisowego w Mediolanie. Został wielokrotnie wyróżniony za swoją twórczość, otrzymał m.in. Prix Vallecorsi (1987, nagroda za sztukę roku we Włoszech) i Penna d’Oro (1992, dla najlepszego włoskiego publicysty sportowego). Otrzymał także wyróżnienie Włoskiego Komitetu Olimpijskiego (1998).
W 2006 został wprowadzony do Międzynarodowej Tenisowej Galerii Sławy.